# Monday Mornings
Monday Mornings est une série télévisée américaine en dix épisodes de 42 minutes créée par David E. Kelley d'après un roman de Sanjay Gupta et diffusée entre le 4 février et le 8 avril 2013 sur TNT aux États-Unis et en simultané sur Bravo! au Canada.
La série est diffusée depuis le 22 mars 2017 sur TF1 en troisième partie de soirée cependant, elle reste inédite dans les autres pays francophones.

## Synopsis
La série suit la vie professionnelle et personnelle des huit médecins à l'hôpital général de Chelsea, à Portland, Oregon.

## Distribution

### Acteurs principaux
- Ving Rhames (VF : Emmanuel Jacomy) : Dr Jorge « El Gato » Villanueva
- Alfred Molina (VF : Gabriel Le Doze) : Dr Harding Hooten
- Jamie Bamber (VF : Mathias Kozlowski) : Dr Tyler Wilson
- Jennifer Finnigan (VF : Hélène Bizot) : Dr Tina Ridgeway
- Sarayu Rao (VF : Marie Zidi) : Dr Sydney Napur
- Bill Irwin (VF : Jean-Philippe Puymartin) : Dr Buck Tierney
- Keong Sim (en) (VF : Cédric Dumond) : Dr Sung Park
- Emily Swallow (VF : Odile Cohen) : Dr Michelle Robidaux

### Acteurs récurrents
- Anthony Heald (VF : Patrick Floersheim) : avocat Mitch Tompkins
- Jonathan Silverman (VF : Guillaume Lebon) : John Lieberman
- Cara Pifko (VF : Laurence Bréheret) : Beth Hostetler
- Jason Gray-Stanford (VF : Alexis Victor) : Scott Henderson
- Valerie Mahaffey (VF : Élisabeth Fargeot) : Fran Horowitz

- Version française
  - Société de doublage : Studio Chinkel[3]
  - Direction artistique : Stanislas Forlani[3]

Source VF : Doublage Séries Database

## Épisodes
1. Le Serment d'Hippocrate (Pilot)
2. Quelques notes de musique (Deus Ex Machina)
3. Une vie interrompue (Who's Sorry Now?)
4. Intimes convictions (Forks Over Knives)
5. La Chute d'un géant (The Legend and the Fall)
6. Rester à l'écoute (Communion)
7. Appel d'urgence (One Fine Day)
8. Infidélités (Truth or Consequences)
9. Les Mots pour le dire (Wheels Within Wheels)
10. L'Éthique (Family Ties)